# Мю Южного Креста
Мю Южного Креста (μ Cru, μ Crucis) — седьмая по яркости звезда в созвездии Южного Креста. Широкая двойная из пары звёзд класса B с видимой звёздной величиной 4,0 и 5,1, видимых невооружённым глазом, имеет два обозначения Байера μ1 и μ2. Находится на расстоянии примерно 360−380 световых лет от Земли.